# Pierre-Jacques Seveste
Pour les articles homonymes, voir Seveste.
Pierre-Jacques Seveste, appelé aussi Seveste père, né le 12 avril 1773 à Saint-Sauveur et mort le 31 mars 1825 à Paris, est un comédien français.
Artiste au théâtre du Vaudeville, il reçut un privilège à vie, en date du 10 juin 1817, qui passa, à sa mort, à ses deux fils Edmond, puis Jules, connus comme « les frères Seveste ». Celui-ci les amena à bâtir plusieurs théâtres dans des communes situées alors dans la banlieue de Paris : les théâtres des Batignolles, de Belleville, de Grenelle, de Montmartre et Montparnasse. Le privilège exista un peu plus de 37 années et disparut naturellement le 30 juillet 1854 avec la mort de Jules, le dernier des frères Seveste, Edmond étant mort le 28 février 1852.

## Biographie
Fils d’un maitre à danser de Saint-Sauveur qui, après avoir enseigné à son fils les principes de son art, il l'envoya à Paris pour se perfectionner et se créer des moyens d’existence. Seveste entra, jeune, comme danseur dans un théâtre des boulevards. Plus tard, il prit la comédie, malgré un bégaiement assez sensible dont il était affligé, mais cet inconvénient disparaissait presque entièrement à la scène, surtout quand il chantait, ce qu'il faisait avec gout. De petite taille, mais de bonne tenue, possédant une voix agréable, Seveste joua d’abord les amoureux au théâtre du Vaudeville, où il s’était engagé comme double de Henri et de Julien. Un différend qu’il eut avec la direction, l’obligea à subir une diminution sensible de ses appointements. Tenant, néanmoins, à ne pas quitter ce à théâtre, il se résigna à remplir tous les rôles qui lui seraient donnés dans quelque emploi que ce fût. Il en était réduit à jouer les utilités, lorsque arriva, le 8 mai 1809, le Procès du Fandango, pièce du directeur, qui exigeait que l’amoureux sût parfaitement danser. Réunissant toutes les qualités requises pour bien remplir ce rôle, celui-ci lui fut confié et il s’en acquitta à merveille. La pièce obtint un succès prodigieux, auquel il n’était pas étranger, et l’amoureux-danseur reconquit ses appointements primitifs.
Ce retour de bonne fortune devait être de longue durée et le succès du Procès du Fandango épuisé, la direction lui donna son congé, avec la demi-pension à laquelle il avait droit. Il s’associa alors avec Bonneville et Durainval dans une agence dramatique, une des premières à Paris. Bonneville mort, le 6 décembre 1811, il resta seul propriétaire de l’agence, établie rue de Chartres 12, en 1816. À la suite des violents affrontements entre royalistes et bonapartistes auxquels donna lieu la représentation de Germanicus d’Arnault, le 22 mars 1817, Charles-Maurice raconte comment, ayant eu l’idée d’un dépôt de cannes et d’armes à la porte de chaque spectacle, il demanda celui de la Comédie-française pour la femme de Seveste, appuyé par Saint-Prix et Fleury, et lui obtint cette concession.
Mais Seveste le père, comme il sera nommé par la suite, est surtout connu pour sa création des théâtres de banlieue. Charles-Maurice écrit, en 1818 : « Les Seveste sont de ma création, et je le prouve. » Puis, il raconte qu’étant secrétaire intime au Ministère de l’Intérieur, il reçut la visite de Pierre Jacques lequel lui raconta qu’ayant été renvoyé du Vaudeville, il demandait un appui. Charles-Maurice lui conseilla alors de solliciter, le 18 juin 1817, une espèce de privilège théâtral dont les limites ne dépassaient pas la banlieue de Paris. Seveste le père avait fait valoir, en cette circonstance, qu’il avait été à 19 ans un ardent défenseur du roi au 10 août, qu’il s’était signalé sous les murs de Paris, le 30 mars 1814, conduite qui lui avait valu la décoration du Lys, et qu’il avait facilité, par sa déclaration, la découverte des ossements de Louis XVI et de Marie-Antoinette. « Et voilà comment, ajoute Charles-Maurice, la famille délogea de son quatrième étage de la rue de Chartres. »

### Le privilège du 10 juin 1817
En 1860, Émile de La Bédollière relate à propos d'une évocation du théâtre de Belleville les circonstances de l'obtention du privilège du 10 juin 1817 par Pierre-Jacques Seveste :
Après la Seconde Restauration, Louis XVIII voulait faire réunir dans un monument funéraire les restes de Louis XVI et de Marie-Antoinette ; mais grand fut alors l'embarras du gouvernement, car nul ne savait au juste où reposaient ces restes oubliés ; ceci donna lieu à une enquête. M. Seveste père, artiste du théâtre du Vaudeville, et qui savait, lui, où avaient été inhumés les illustres condamnés, alla aussitôt faire sa déclaration, et grâce aux renseignements donnés par lui, on retrouva leurs ossements. Pour le récompenser, le gouvernement lui accorda, sur sa demande, pour lui et ses fils, leur vie durant, l'exploitation dramatique de toute la banlieue, privilège énorme quand on songe qu'outre ses théâtres il avait droit de prélever une redevance sur tous les saltimbanques, faiseurs de tours, directeurs de jeux, etc., qui exerçaient dans le département de la Seine au-delà des murs de Paris. Ce privilège est daté du 10 juin 1817.
Dès lors, ces messieurs firent construire plusieurs salles, sortes d'écoles dramatiques où vinrent s'essayer à la rampe une multitude de jeunes gens dont quelques-uns ont fait leur chemin depuis : c'est du théâtre de Belleville que sont sortis Boutin, Tétard, Étienne Mélingue, Lacressonnière, Brasseur, Tisserand, Julien Deschamps, Virginie Goy et une foule d'autres que le public applaudit tous les jours.
Le théâtre de Belleville fut ouvert le 25 octobre 1828 ; au bout de quelques années, les frères Seveste ne se souciant plus d'exploiter leur privilège par eux-mêmes, le fractionnèrent en autant de parties qu'ils avaient de salles, et affermèrent chacune d'elles, moyennant de fortes redevances, à des subdélégués choisis par eux. On comprend que les pauvres fermiers dramatiques, ayant à défalquer de leurs bénéfices la part de ces messieurs, ne durent pas faire de brillantes affaires ; en effet, à Belleville seulement, huit de ces subdélégués vinrent se ruiner tour à tour. Mais après la mort du dernier des frères Seveste, leur privilège excessif fut anéanti tout naturellement, et les théâtres de la banlieue rentrèrent dans le droit commun ; aussi, depuis lors, ces directions, libres d'elles-mêmes, ont pris d'autres allures, et nous voyons Belleville, Montparnasse, etc., n'ayant plus à lésiner sur la mise en scène, à rogner les appointements des artistes et à économiser sur le luminaire pour satisfaire aux exigences de tutelles onéreuses, être en voie de prospérité. C'est que ces théâtres, une fois libres d'entraves, ont eu jusqu'ici une position exceptionnellement avantageuse sous le triple rapport du répertoire, du personnel et du public. En effet, placés en dehors de l'enceinte, ils étaient considérés comme théâtres de province, et par conséquent avaient et ont encore la latitude de jouer les pièces des autres théâtres quarante jours après leur première représentation ; de plus, leur proximité de la capitale leur procure un public assuré, celui des promeneurs enchantés de pouvoir, dans la même soirée, voir une pièce de l'Odéon, du Gymnase et du Palais-Royal ; enfin, pour leur personnel, ils peuvent choisir dans les meilleurs artistes des départements, qui, regardant le théâtre de banlieue comme la dernière étape pour arriver à Paris, acceptent chez eux les plus modiques appointements.
Depuis cette régénération, le théâtre de Belleville, dont la direction a été confiée à M. Fresne, a monté les meilleures pièces du répertoire parisien, et chacune de ces œuvres y a obtenu le plus grand succès.
Cependant, le décret d'annexion ayant fait tomber l'enceinte de Louis XVI, les théâtres extra-muros se trouvèrent tout à coup théâtres de Paris, et une réforme dans leur constitution était imminente pour tout le monde ; en effet, une ordonnance ministérielle parut bientôt, qui autorise les théâtres de la ci-devant banlieue à jouir encore pendant quatre ans du privilège de représenter les pièces des autres théâtres, mais les informe aussi qu'au bout de ce laps de temps, ils devront se trouver en mesure de ne jouer que des pièces inédites ; auteurs et directions, d'ici-là, auront le temps de se préparer, et ces théâtres, après avoir été l'école des comédiens d'aujourd'hui, seront désormais l'école des écrivains dramatiques de la génération future.
Quant à la direction de Belleville, qui nous occupe exclusivement ici, on lui doit cette justice qu'elle a depuis longtemps devancé l'ordonnance, en faisant jouer des pièces composées pour elle.

## Famille
Seveste avait épousé, le 14 mars 1797, Edmonde Angélique Balassi, âgée de 23 ans, née à Paris, et qui jouait à l’Odéon en 1850 sous le nom de Herbel. Il s’adjoignit dans son entreprise ses deux fils, qui lui succédèrent, car il mourut assez prématurément à, Paris, quoique encore jeune et d’une santé assez robuste, presque subitement après avoir ressenti, trois jours auparavant, une attaque de goutte dans l’estomac, contre laquelle tous les efforts de la médecine ont été inutiles. L’ainé, Edmond Seveste, nommé en 1848 commissaire près de la Comédie française, abandonna ensuite l’exploitation à son frère Jules, qui devint lui-même directeur du Théâtre Lyrique. Edmond mourut le 28 février 1852. La même année, Alboize reprit la direction des théâtres de banlieue.

## Toponymie
À Paris existe aujourd'hui une rue Seveste, anciennement appelée rue de la Carrière, située à proximité du Théâtre Montmartre, mais ce nom a été donné en l'honneur de son petit-fils Jules-Didier Seveste, également comédien.